# Enrique Zanni
Enrique Zanni (... – Buenos Aires, 10 luglio 1951) è stato un dirigente sportivo argentino, presidente del Club Atlético River Plate dal 1914 al 1916 e dal 1919 al 1920.

## Biografia
Zanni fu uno dei fondatori del River Plate; per un certo periodo fu il tesoriere della società, e giocò nel ruolo di attaccante alcune amichevoli nei primi anni del XX secolo. Nel 1908 entrò a far parte della redazione de La Prensa, divenendone in seguito uno dei più importanti dirigenti. Durante il periodo della sua presidenza al River diede impulso alla creazione di sezioni dedicate ad altri sport oltre al calcio e curò particolarmente gli aspetti amministrativi, fornendo al club delle solide basi economiche. Fu in seguito nominato socio a vita.